# Виллан, Роберт
Роберт Виллан — английский врач и основоположник дерматологии как науки. Родился в 1757 году, в 1780 году получил звание доктора медицины в Эдинбурге за диссертацию «De inflammatione jecinoris». Разработал научную классификацию болезней кожи, за которую в 1790 году получил Золотую медаль Медицинского общества Лондона. Главным его сочинением считается «Description and treatement of cutaneous diseases». Виллан впервые описал клиническую картину атопического дерматита. В 1809 году избран членом Лондонского королевского общества. Умер в 1812 году от туберкулёза лёгких на острове Мадейра.